# 菲爾德斯敦 (阿拉巴馬州)
菲爾德斯敦（英語：Fieldstown）是一個位於美國阿拉巴馬州傑佛遜縣的非建制地區。該地的面積和人口皆未知。

## 地理
菲爾德斯敦的座標為33°38′31″N 86°51′21″W / 33.64194°N 86.85583°W，而該地的平均海拔高度為163米（即535英尺）。